# Negaradaha
Negaradaha is een bestuurslaag in het regentschap Brebes van de provincie Midden-Java, Indonesië. Negaradaha telt 3577 inwoners (volkstelling 2010).